# Aspidium tenue
Aspidium tenue là một loài dương xỉ trong họ Tectariaceae. Loài này được Retz. mô tả khoa học đầu tiên năm 1791.
Danh pháp khoa học của loài này chưa được làm sáng tỏ. 